# Kensington (jeu)
Pour les articles homonymes, voir Kensington.
Kensington est un jeu de société créé par Brian Taylor et Peter Forbes en 1979 et édité par les auteurs.
Pour 2 joueurs, à partir de 7 ans pour environ 20 minutes.
Le nom du jeu est celui d'un quartier de Londres. Le tablier représente un réseau de triangles, carrés et hexagones, comme indiqué sur l'image.

## Matériel
- Un plan de jeu formé de triangles, carrés et hexagones
- 15 pions bleus
- 15 pions rouges

## Règle du jeu
Les deux joueurs, rouge et bleu, posent alternativement leurs pions sur les intersections du tablier jusqu'à ce que chacun en ait placé quinze. Puis, alternativement, ils glissent une de leurs pièces d'une intersection vers une intersection voisine. Le but est de placer six pions sur les six sommets d'un hexagone blanc ou d'un hexagone de sa propre couleur.
Si un joueur forme une triangle, il est autorisé à déplacer un pion adverse. Si un joueur forme un carré, il peut déplacer deux pions adverses. Un joueur qui formerait simultanément un triangle et un carré n'est cependant autorisé à déplacer que deux pions adverses.

## Stratégie
Les règles sont simples et le tablier est séduisant. Malheureusement, le jeu n'est pas très profond. Celui qui forme le premier triangle ou le premier carré est presque assuré de pouvoir disperser les pions adverses et de gagner sans difficulté. Le moyen pour gagner est donc d'être le premier à disperser les pions adverses. La pose et le déplacement des pions font penser au jeu du moulin.

## Histoire du jeu
Les auteurs britanniques ont créé leur propre compagnie pour éditer et distribuer le jeu. La presse britannique a semblé très intéressée et Kensington a même remporté le prix du jeu de l'année en Grande-Bretagne. Mais le jeu a été assez vite oublié par la suite et n'est plus disponible.